# Calydorea basaltica
Calydorea basaltica är en irisväxtart som beskrevs av Pierfelice Ravenna. Calydorea basaltica ingår i släktet Calydorea och familjen irisväxter. Inga underarter finns listade i Catalogue of Life.